# Beach handball ai Giochi mondiali sulla spiaggia 2019
Le competizioni di beach handball ai Giochi mondiali sulla spiaggia 2019 si sono svolte dall'11 al 16 ottobre 2019 presso la spiaggia di Katara, a Doha. Si è disputato un torneo maschile a cui hanno partecipato 12 squadre e un analogo torneo femminile con altrettante squadre.

## Calendario
Il calendario delle gare è stato il seguente:
| ● | Finali |

| Ottobre |    |    |    |    |    |
| 11      | 12 | 13 | 14 | 15 | 16 |
| ●       | ●  | ●  | ●  | ●  | 2  |

## Podi

### Uomini
| Oro     | Argento | Bronzo |
| Brasile | Spagna  | Svezia |

### Donne
| Oro       | Argento  | Bronzo  |
| Danimarca | Ungheria | Brasile |

## Medagliere
| Posizione | Paese     | Oro | Argento | Bronzo | Totale |
| --------- | --------- | --- | ------- | ------ | ------ |
| 1         | Brasile   | 1   | 0       | 1      | 2      |
| 2         | Danimarca | 1   | 0       | 0      | 1      |
| 3         | Spagna    | 0   | 1       | 0      | 1      |
| 3         | Ungheria  | 0   | 1       | 0      | 1      |
| 5         | Svezia    | 0   | 0       | 1      | 1      |
| Totale    | Totale    | 2   | 2       | 2      | 6      |